# Because (bài hát của The Beatles)
"Because" là ca khúc được sáng tác bởi John Lennon (ghi cho Lennon-McCartney), và được thể hiện bởi ban nhạc The Beatles. Ca khúc bao gồm 3 phần hát bè của Lennon, Paul McCartney và George Harrison, sau đó được ghi đè 3 lần tạo nên phần hòa âm 9 giọng khác nhau. "Because" được nằm trong album cuối cùng của ban nhạc Abbey Road (1969), được đặt ngay phía trước phần medley nổi tiếng của album này.

## Thành phần tham gia sản xuất
- John Lennon – hát (bè trung), guitar điện.
- Paul McCartney – hát (bè cao), bass.
- George Harrison – hát (bè thấp), chỉnh âm Moog.
- George Martin – spinet Baldwin.

Theo Ian MacDonald